# Mainstream Science on Intelligence

Mainstream Science on Intelligence est une tribune d'un groupe de chercheurs initialement publiée dans The Wall Street Journal le 13 décembre 1994, comme une réponse aux critiques du livre The Bell Curve de Richard Herrnstein et Charles Murray, qui était paru plus tôt la même année. La tribune défend les affirmations controversées d'Herrnstein et Murray's sur les rapports entre race et intelligence.
La tribune a été rédigée par Linda Gottfredson, une professeur de psychologie de l'éducation à l'Université du Delaware. Elle a été envoyée à 131 chercheurs que Gottfredsen décrit comme « experts sur l'intelligence et domaines de connaissance associés ». Sur ces 131, 52 ont signé la tribune, 48 ont retourné la demande avec un refus explicite de la signer, et 31 l'ont ignorée,.
D'après une réponse en 1996 par l'ancien président de l'Association américaine de psychologie, Donald Campbell, seuls dix de ceux qui ont signé la tribune sont des experts de la mesure de l'intelligence. Le Southern Poverty Law Center a signalé que vingt des signataires, Gottfredson incluse, avait reçu des fonds du Pioneer Fund (en), une organisation suprémaciste blanche.
Les années suivantes, à la fois le contenu et l’interprétation de cette tribune ont reçu des critiques des scientifiques,,,,,

## Description
Mainstream Science on Intelligence, que l'on pourrait traduire par « De l'état actuel de la science sur l'intelligence », défend les thèses présentées dans le livre The Bell Curve, notamment sur l'importance de l'intelligence, son aspect génétique, et les différences observées entre les groupes ethniques, soit la thématique liée à la controverse sur les rapports entre race et intelligence. La tribune a été écrite par la psychologue et universitaire Linda Gottfredson.
Selon son auteure, il s'agit d'une réponse au traitement imprécis et trompeur qui était fait par les médias de l'état de la recherche dans le domaine de l'intelligence. Elle a été envoyée à 121 chercheurs, et signée et approuvée par 51 d'entre eux, professeurs d'université spécialisés dans le domaine de la recherche en intelligence, dont à peu près un tiers des membres du conseil d'édition du journal Intelligence (en), dans lequel elle fut publiée à nouveau en 1997.
La publication du livre The Bell Curve avait d'abord déclenché une controverse puis une large levée de boucliers de journalistes et d'historiens qui l'accusèrent de présenter comme admises des idées qui seraient en fait rejetées par la majorité des scientifiques et d'encourager le racisme,,,.

## Thèses
Mainstream Science on Intelligence définit l'intelligence comme une capacité mentale à analyser, comprendre et utiliser son environnement immédiat. La publication affirme que les tests d'intelligence, bien que ne mesurant pas la créativité, ni la personnalité ou d'autres différences psychologiques qui contribuent aux différences entre individus, est néanmoins un moyen fiable et valide pour mesurer l'intelligence et, bien qu'il existe une grande variété de tests d'intelligence, tous ces tests mesurent la même intelligence. Elle explique que la distribution relative du quotient intellectuel (QI) à travers la population générale peut être représentée en utilisant une gaussienne. La majorité des personnes aux États-Unis se regroupent aux alentours de 100 de QI. Un score de 70 ou moins indique un retard mental, alors qu'un score supérieur à 130 indique une intelligence élevée. Le QI mesurerait une caractéristique humaine d'une grande importance pratique et sociale qui serait constamment corrélée avec le niveau d'étude, la profession, et la réussite sociale et économique. Bien que ce ne soit pas une vérité absolue, posséder un meilleur QI augmenterait grandement les chances de succès personnel dans la société américaine.
Toujours selon la publication, les tests d'intelligence ne sont pas culturellement biaisés contre les individus issus d'une minorité raciale ou ethnique, étant donné que des membres de toutes les races et ethnies peuvent être trouvés à tous les niveaux de QI. Néanmoins il y a des différences observables dans la distribution relative du QI selon les groupes. Le QI moyen des Blancs américains est de 100, les Juifs américains et Asiatiques américains ayant un score plus élevé, et les Hispaniques et Noirs ayant un score plus faible, 85 pour ce qui est de la moyenne afro-américaine.
Concernant les différences entre individus, le QI entre les individus d'une même race ou d'un groupe ethnique, la publication affirme que les facteurs génétiques jouent un rôle plus important que les facteurs environnementaux. Cela ne signifie pas qu'un individu naisse avec un niveau d'intelligence prédéterminé et immuable car l'environnement joue aussi un rôle important dans la création de différences de QI entre individus. Néanmoins on ne saurait pas encore à quel niveau le QI peut être élevé via les changements dans l'environnement.
Concernant les différences de QI moyen entre les races et groupes ethniques, la publication admet qu'il n'y a pas de réponse certaine. Selon le rapport, la plupart des experts voient les facteurs environnementaux comme importants, bien qu'ils admettent aussi la possibilité de causes génétiques. En effet, lorsque le niveau socio-économique est contrôlé, les différences raciales de QI peuvent diminuer mais ne disparaissent pas pour autant (comme on aurait pu s'y attendre si les causes étaient purement environnementales).
La déclaration finale du rapport est la suivante :

« Les conclusions de nos recherches ne dictent aucune politique sociale particulière car on ne peut pas déterminer nos buts. Néanmoins nos conclusions peuvent aider à prédire les probabilités de succès et les effets collatéraux dans la poursuite de ces buts via différents moyens. »

## Abrégé des vingt-cinq conclusions
1. « L'intelligence est une capacité mentale très générale qui reflète une capacité plus large et plus profonde à comprendre notre environnement. »
2. « L'intelligence, ainsi définie, peut être mesurée, et les tests d'intelligence la mesurent bien. Ils sont parmi les plus précis (en termes techniques, sûrs et valides) de tous les tests et examens psychologiques. »
3. « Bien qu'il y ait différents types de tests d'intelligence, ils mesurent tous la même intelligence. »
4. « La répartition des personnes le long du continuum du QI peut être représentée correctement par la courbe normale. »
5. « Les tests d'intelligence ne sont pas biaisés culturellement. »
6. « Les mécanismes du cerveau qui sous-tendent l'intelligence sont encore peu compris. »
7. « Des membres de chaque groupe ethno-racial peuvent être trouvés à chaque niveau de QI. »
8. « Pour les Blancs, la courbe de Gauss est centrée grossièrement autour de 100 ; pour les Noirs américains, elle est centrée autour de 85 ; et celle pour les différents sous-groupes des hispaniques, grossièrement à mi-chemin entre celle des Blancs et des Noirs. Les conclusions sont moins définitives quant au fait de savoir où exactement au-dessus de 100 les courbes des Asiatiques et des Juifs sont centrées. »
9. « Le QI est fortement relié, probablement plus que tout autre trait humain, à de nombreux résultats éducatifs, professionnels, économiques et sociaux. Quel que soit ce que les tests de QI mesurent, c'est d'une grande importance pratique et sociale. »
10. « Un QI élevé est un avantage car potentiellement toute activité requiert du raisonnement et de la prise de décision. »
11. « Les avantages concrets du fait d'avoir un QI plus élevé augmentent au fur et à mesure que les conditions de vie deviennent plus complexes. »
12. « Les différences d'intelligence ne sont certes pas le seul facteur affectant les performances en éducation, apprentissage, et tâches complexes, mais l'intelligence est souvent le plus important. »
13. « Certains traits de personnalité, talents particuliers, etc. sont importants pour de nombreuses tâches, mais ils ont une application ou une « transférabilité » plus faible (ou inconnue) vers d'autres tâches ou environnements, comparé à l'intelligence générale. »
14. « Les estimations d'héritabilité varient de 0,4 à 0,8, ce qui indique que la génétique joue un plus grand rôle que l'environnement dans la création de différences de QI. »
15. « Les membres d'une même famille tendent aussi à avoir des différences substantielles d'intelligence. »
16. « Le fait que le QI soit hautement héritable ne signifie pas qu'il ne soit pas affecté par l'environnement. Les QI se stabilisent graduellement durant l'enfance, cependant, et généralement changent peu par la suite. »
17. « Bien que l'environnement soit important pour créer des différences de QI, nous ne savons pas encore comment le manipuler. »
18. « Les différences causées par la génétique ne sont pas nécessairement irrémédiables. »
19. « Il n'y a pas de preuve convaincante que les courbes en cloche des différents groupes ethno-raciaux convergent. »
20. « Les différences ethno-raciales dans les courbes en cloche sont essentiellement les mêmes quand les jeunes quittent le secondaire que lorsqu'ils entrent en primaire. Les Noirs de 17 ans ont des résultats, en moyenne, plutôt similaires à ceux de Blancs de 13 ans. »
21. « Les raisons qui font que les Noirs diffèrent entre eux en matière d'intelligence semblent être les mêmes que celles pour lesquelles les Blancs diffèrent entre eux. »
22. « Il n'y a pas de réponse définitive quant à la raison de la différence entre les courbes en cloches des groupes ethno-raciaux. Les raisons de ces différences entre groupes sont peut-être notablement différentes des raisons pour lesquelles les individus diffèrent entre eux au sein d'un groupe donné. »
23. « Les différences ethno-raciales sont quelque peu inférieures, mais tout de même substantielles, pour les individus ayant le même vécu socio-économique. »
24. « Presque tous les Américains qui s'identifient eux-mêmes comme noirs ont des ancêtres blancs ; la proportion blanche est d'à peu près 20 %. L'étude sur l'intelligence repose sur l'auto-classification dans des catégories raciales. »
25. « Les résultats de l'étude ne dictent ni n'excluent aucune politique sociale particulière, car ce ne sont jamais eux qui déterminent nos objectifs. Ils peuvent, cependant, nous aider à estimer la probabilité de succès, et les effets secondaires, qu'il y aurait à chercher à atteindre ces objectifs par différents moyens. »

## Signataires connus
- Thomas J. Bouchard
- John Bissell Carroll, Université de Chicago
- Raymond Cattell, Université d'Hawaï
- Hans Eysenck, Université de Londres
- Garrett Hardin, Université de Californie, Santa Barbara
- Arthur Jensen, Université de Californie à Berkeley
- Alan S. Kaufman, Université Yale
- Nadeen L. Kaufman, Université Yale
- David Lykken, Université du Minnesota
- Richard Lynn, Université d'Ulster
- Robert Plomin
- J. Philippe Rushton, psychologue, Université de Western Ontario
- Sandra Scarr, Université de Virginie
- Robert M. Thorndike

## Critiques
L'opposition à cet article fut la même que pour le livre The Bell Curve. Ni le livre ni l'article n'ayant été traduits en français, la controverse ne s'étendit que peu jusqu'aux pays francophones où ce type de thèse est généralement vu comme strictement américaine puisque liée aux discriminations subies dans l'histoire des États-Unis par les Afro-Américains et à la thèse de l'hérédité du QI, elle aussi très « américaine » (voir Lewis Terman, Carl Brigham (en))[source insuffisante].